# Heimschuh
Heimschuh är en ort och kommun i Österrike. Den ligger i distriktet Leibnitz i förbundslandet Steiermark.
Kommunen består av sex orter (Ortschaften) (inom parentes invånarantal 1 januari 2024):

- Heimschuh (1 048)
- Kittenberg (42)
- Muggenau (113)
- Nestelberg (266)
- Pernitsch (101)
- Unterfahrenbach (419)